# Pleurostachys turbinata
Pleurostachys turbinata là loài thực vật có hoa trong họ Cói. Loài này được (Nees) H.Pfeiff. miêu tả khoa học đầu tiên năm 1924.